# Dieter Rutsch

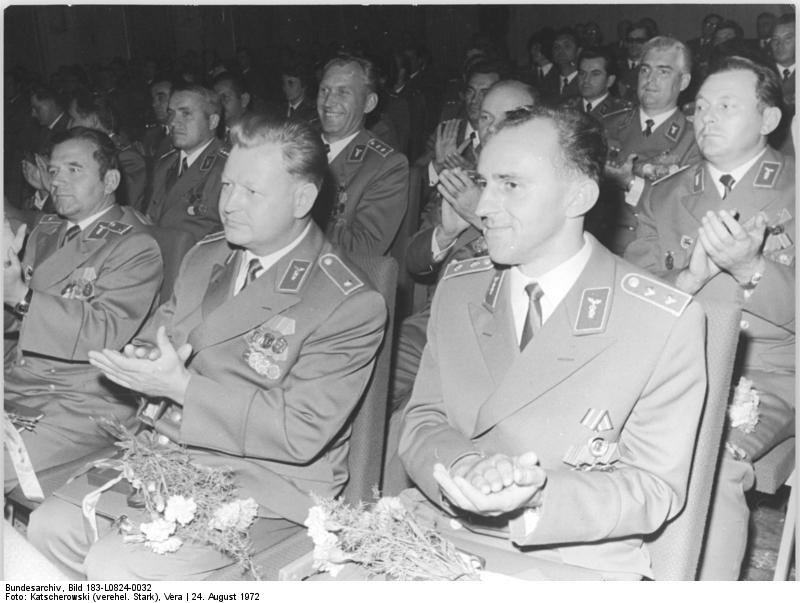
Zolloberrat Dieter Rutsch (vorn) 1972, neben ihm der Parteisekretär der SED-Abteilungsparteiorganisation der Fachschule der Zollverwaltung der DDR Zollrat Militz.

Dieter Rutsch (* 15. März 1934 in Neusalz; † 2014) war von 1972 bis 1988 Direktor der Fachschule (ab 1981 Institut) der Zollverwaltung der DDR und seit 1958 Inoffizieller Mitarbeiter des Ministeriums für Staatssicherheit der DDR.

## Leben
Rutsch stammte aus Niederschlesien. Über seine Eltern ist nichts bekannt. Von 1940 bis 1948 besuchte er die Grundschule. Nach Flucht und Vertreibung kam er nach Karl-Marx-Stadt und begann 1948 eine Lehre als Bäcker und Konditor, im gleichen Jahr wurde er Mitglied der FDJ. In seinem erlernten Beruf arbeitete er an mehreren Arbeitsstellen unter anderem in der HO-Konditorei Karl-Marx-Stadt.
Von 1951 bis 1953 legte Dieter Rutsch an der Arbeiter-und-Bauern-Fakultät Berlin das Abitur ab. In dieser Zeit wurde er auch Mitglied der SED, hier trat er als Leitungsmitglied in Erscheinung. An der Deutschen Akademie für Staats- und Rechtswissenschaften „Walter Ulbricht“ in Potsdam absolvierte Rutsch 1956 das Staatsexamen in der Fachrichtung Außenpolitik. 1957 arbeitete er an der Deutschen Akademie für Staats- und Rechtswissenschaften als wissenschaftlicher Assistent.
1958 begann er seinen Dienst im Amt für Zoll und Kontrolle des Warenverkehrs (AZKW). Hier erhielt er zunächst eine Grundausbildung und durchlief mehrere Grenzzollämter. Von Ende 1958 bis 1963 war er Leiter des Referats Internationale Verbindungen im AZKW. In dieser Funktion war er Inoffizieller Mitarbeiter (IM) der Hauptabteilung (HA) VII des Ministeriums der Staatssicherheit der DDR (MfS) mit dem Decknamen „Christian Deger“. Von etwa 1964 bis 1972 war er in der Zoll-Hauptverwaltung in Berlin tätig. 1972 wurde Zolloberrat Rutsch Direktor der Fachschule der Zollverwaltung der DDR in Plessow. Hier wurde Rutsch erneut bis 1978 als IM der HA VI des MfS aktiv.
Dieter Rutsch war seit 1977 Dr. jur., nachdem er als Zollinspekteur an der Juristischen Hochschule Potsdam seine 549 Seiten umfassende Dissertation „Das reale und aufgabenbezogene Feindbild des Mitarbeiters der Zollverwaltung in der Gegenwart“ verfasste.
1988 wurde Rutsch von seiner Funktion entbunden. Nachdem es mit seinem Stellvertreter und späteren Leiter des Instituts der Zollverwaltung der DDR, dem Offizier im besonderen Einsatz des MfS Major Horst Bischoff zu persönlichen Differenzen kam und ein Vorfall von häuslicher Gewalt des zur Trunksucht neigenden Rutsch gegenüber dessen Ehefrau im Institut bekannt wurde, war Rutsch als Leiter des Instituts der Zollverwaltung der DDR für das MfS nicht mehr länger tragbar.
Dieter Rutsch war als IM des MfS neben Horst Bischoff maßgeblicher Wegbereiter für die engen Verbindungen des Instituts der Zollverwaltung zur Juristischen Hochschule Potsdam mit deren dogmatischen Staatssicherheits-Richt- und Leitlinien.